# Mariä Heimsuchung (Blaubeuren)

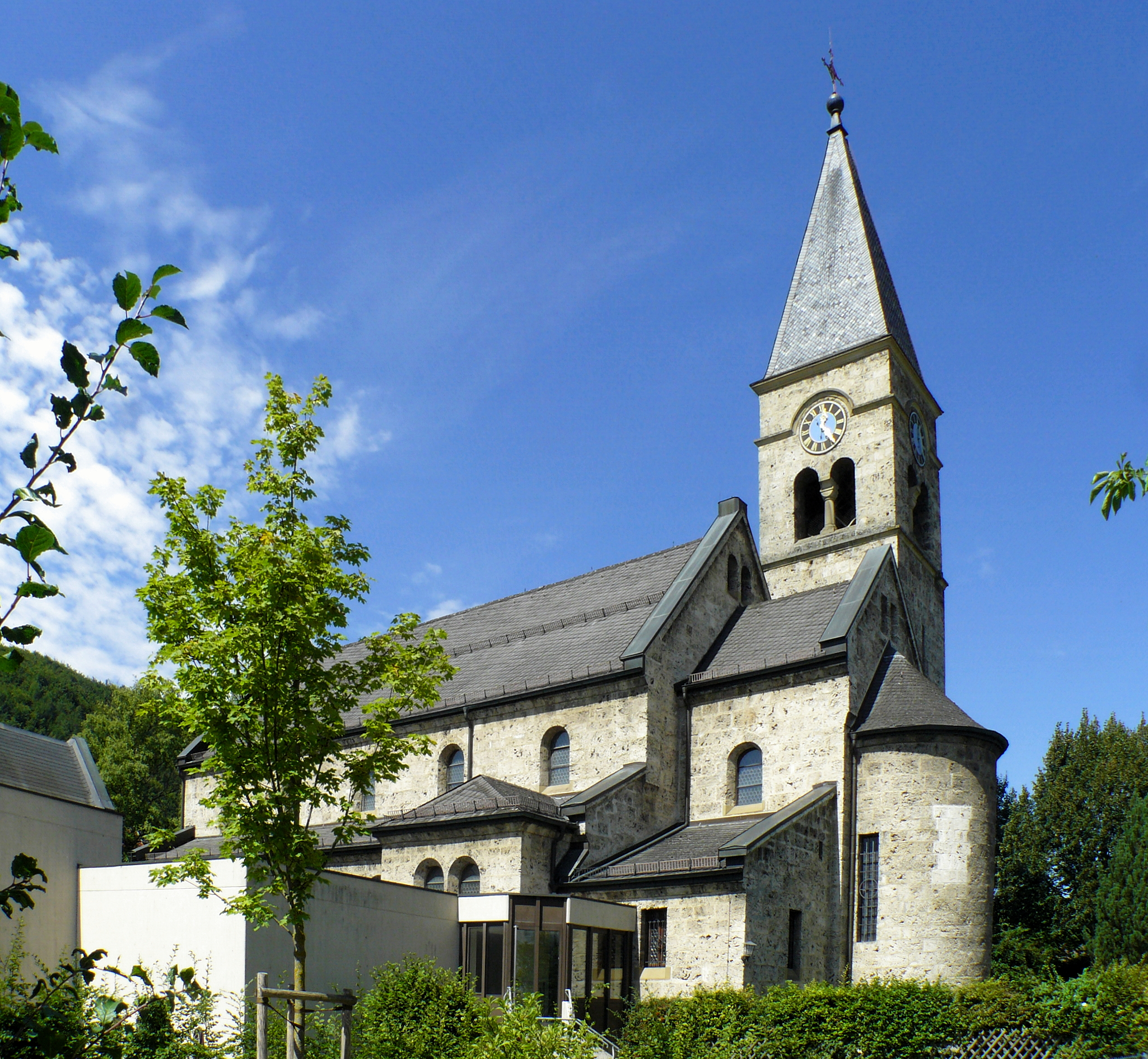
Mariä Heimsuchung in Blaubeuren

Die römisch-katholische Pfarrkirche Mariä Heimsuchung steht in Blaubeuren, einer Stadt im Alb-Donau-Kreis von Baden-Württemberg. Die Kirchengemeinde gehört zum Dekanat Ehingen-Ulm der Diözese Rottenburg-Stuttgart. Sie ist beim Landesamt für Denkmalpflege Baden-Württemberg als Baudenkmal eingetragen.
Die Kirche wurde von der Denkmalstiftung Baden-Württemberg zum „Denkmal des Monats November 2019“ ernannt.

## Beschreibung

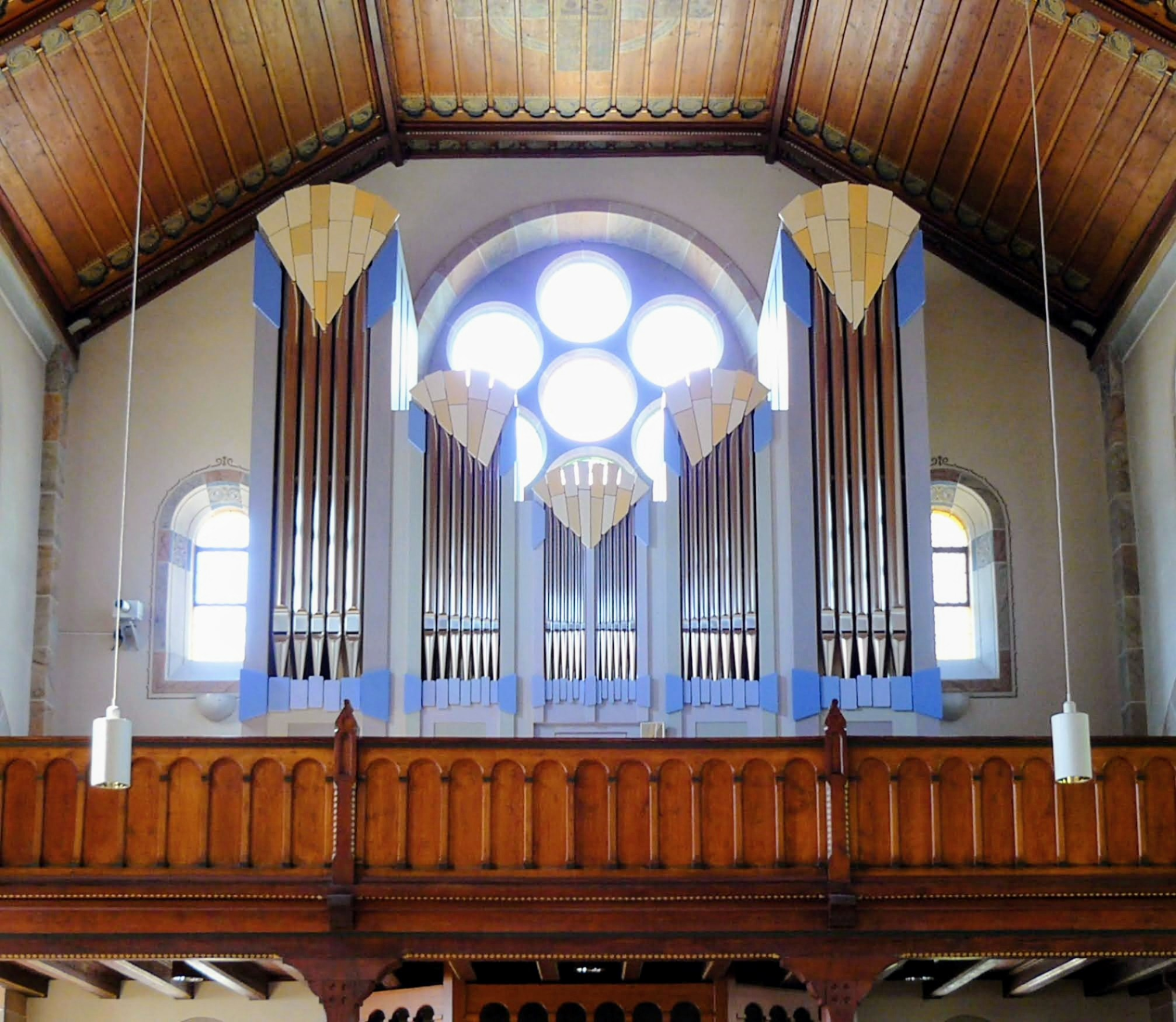
Mathis-Orgel

Die Basilika wurde 1894/1895 erbaut. Sie besteht aus einem Langhaus mit einem Mittelschiff und zwei Seitenschiffen, einem gegenüber dem Mittelschiff eingezogenen Chor im Osten, an den eine Apsis angebaut ist, und einem Chorflankenturm an der Nordwand des Chors. Das oberste Geschoss des mit einem hohen Pyramidendach bedeckten Turms beherbergt die Turmuhr und darunter hinter den als Biforien gestalteten Klangarkaden den Glockenstuhl. 
Der Innenraum des Langhauses ist durch einen offenen Dachstuhl gekennzeichnet. Die Wandmalereien im Chor und in der Apsis schuf Wilhelm Geyer 1946. Die Orgel mit 20 Registern auf zwei Manualen und Pedal wurde 2010 von Mathis Orgelbau errichtet.